# Charles Trudeau
Pour les articles homonymes, voir Trudeau.
Charles Laveau Trudeau (1er décembre 1743 - 5 octobre 1816), surnommé Don Carlos Trudeau, est un administrateur colonial louisianais, arpenteur-général de la Louisiane espagnole et cinquième maire de La Nouvelle-Orléans.

## Biographie

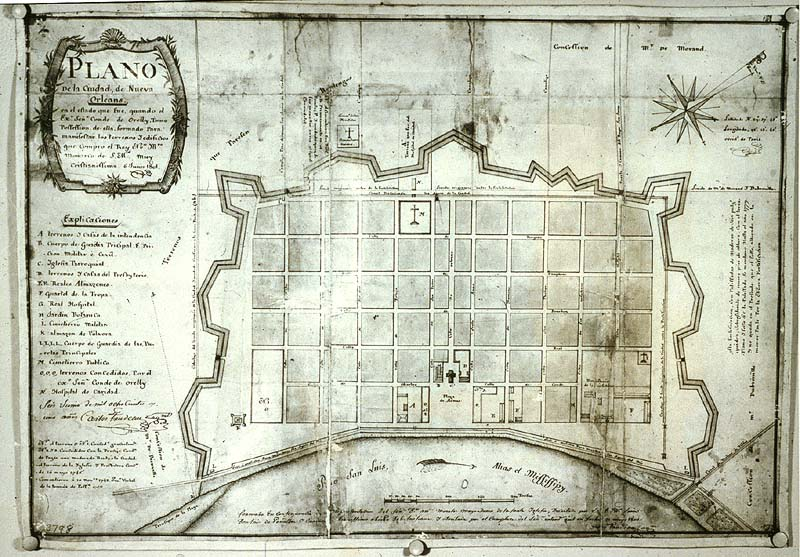
Plan de La Nouvelle-Orléans réalisé par Charles Laveau Trudeau en 1801.

Fils de Jean-Baptiste Trudeau et de Marie-Anne Carrière de Montbrun, Charles Laveau Trudeau est l'un des descendants du pionnier français, établi en Nouvelle-France, Étienne Truteau (La Rochelle 1641-Montréal 1712) et d'Adrienne Barbier (1652-v. 1721), son épouse, par la lignée de leur troisième fils François Trudeau (Montréal 1673- Nouvelle-Orléans 1739) qui suivit en Louisiane vers 1700 Pierre Le Moyne d'Iberville et son frère, Jean-Baptiste Le Moyne de Bienville, le fondateur de La Nouvelle-Orléans.
Le 24 janvier 1780, en la cathédrale Saint-Louis-de-France de La Nouvelle-Orléans, Charles Laveau Trudeau épousa Charlotte Perrault qui lui donnera cinq filles, dont Célestine qui épousa le général James Wilkinson.
Charles Laveau Trudeau est nommé arpenteur-général de Louisiane sous la domination espagnole, une charge qu'il occupera de 1762 à décembre 1802 alors qu'il remettra sa démission. Ses innombrables enquêtes, croquis, plans et relevés d'arpentage constituent la Trudeau's Collection, une mine d'information inestimable pour établir la chaîne des titres et les droits de propriétés sur les domaines de la Louisiane coloniale.
Du 16 mai 1812 au 8 octobre 1812, Laveau Trudeau fut le cinquième maire de La Nouvelle-Orléans, assurant l'intérim entre les administrations municipales de James Mather et Nicolas Girod.
Charles Laveau Trudeau décéda le 5 octobre 1816 et on l'enterra au cimetière Saint-Louis de La Nouvelle-Orléans dont il avait d'ailleurs dessiné le plan tout comme celui du Square Lafayette.